# ブロンディ (菓子)

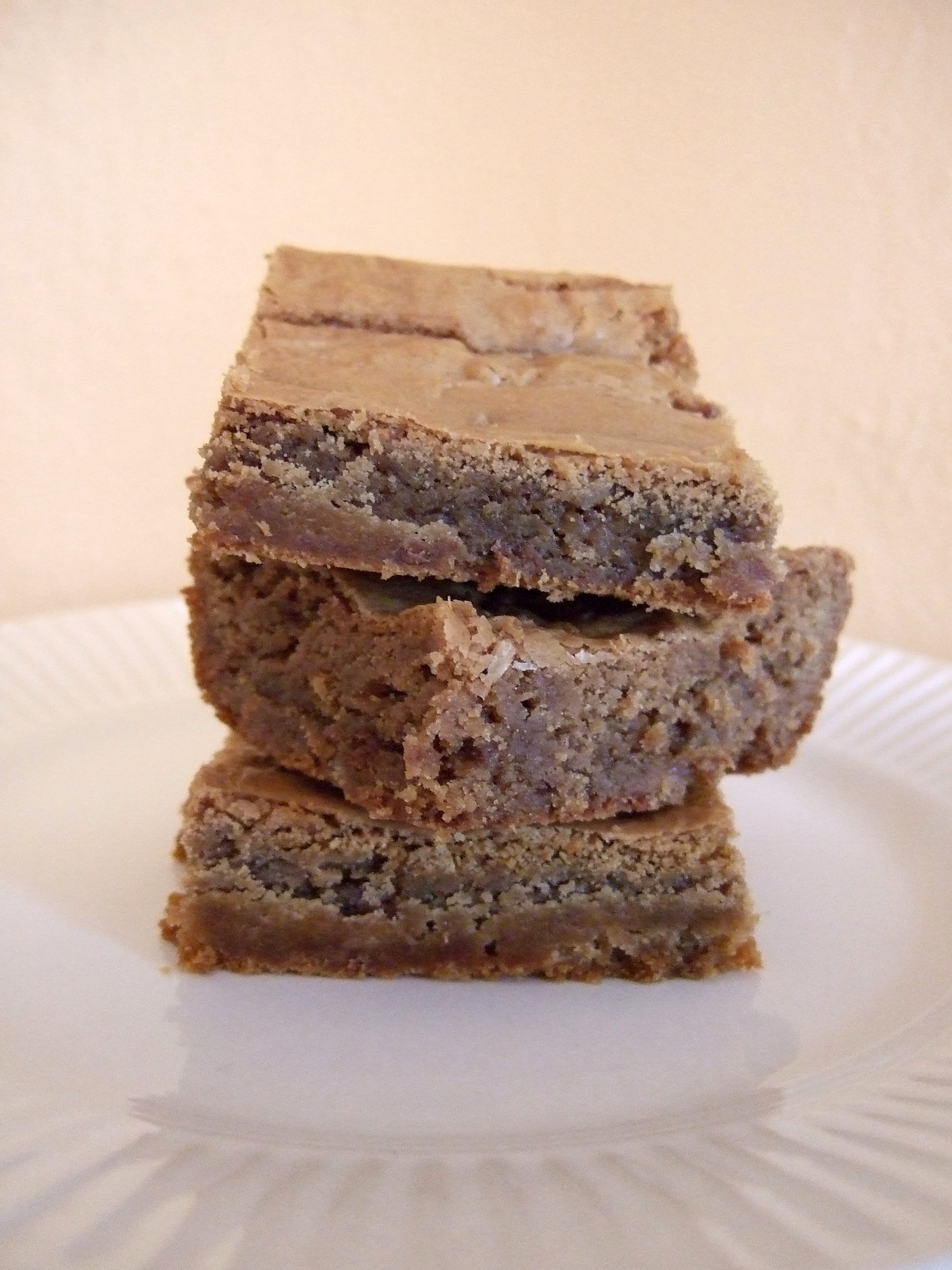
タフィー風味のブロンディ

ブロンディ(blondie)とは濃厚な甘味の焼き菓子で、オハイオ州サンダスキーで作られたのがはじめとされる。ブロンド・ブラウニー(blonde brownie)と呼ばれることもある。
材料は小麦粉、ブラウンシュガー、バター、卵、ベーキングパウダー、ヴァニラエクストラクトなど。
チョコレートチップやホワイトチョコレートチップ、バタースコッチチップなどのチップを生地に加えたものをチップ・ブロンディ(tip brondie)と呼ぶ。その他にも、クルミやピーカン、ココナッツ、キャンディ等を混ぜることがある。
ホワイトチョコレート・ブラウニーや通常のブラウニーとよく似ているが、ブラウニーはココアパウダーやチョコレートが生地に混ぜ込まれているのに対し、ブロンディではそれらの材料の代わりにバニラが使われている。ブロンディもブラウニー同様、型に流した生地をオーブンに入れて焼き、四角く切りわけてから食べる。サンデーの材料に使われることもあり、その場合はキャラメルソースがトッピングされることが多い。